# Museu de Arte Sacra (Universidade Federal da Bahia)
O Museu de Arte Sacra da Universidade Federal da Bahia é um museu brasileiro de arte sacra localizado em Salvador (Bahia).
O seu prédio foi restaurado em 1958, já quase em ruínas, pela Universidade Federal da Bahia (UFBA), mediante convênio com a Arquidiocese de São Salvador da Bahia. Uma iniciativa do então reitor Edgard Santos, criando provavelmente o maior centro de estudos da arte sacra da América Latina e o terceiro maior do mundo.
Foi inaugurado em 10 de agosto de 1959, por ocasião do IV Colóquio Internacional de Estudos Luso-Brasileiros, passou a integrar a estrutura da UFBA como órgão suplementar, tendo como primeiro diretor o monge beneditino e historiador dom Clemente Maria da Silva-Nigra.

## História
No século XVII, seis religiosos da Ordem dos Carmelitas Descalços chegaram à Bahia (Salvador) com destino à Angola para, por ordem do Rei de Portugal, fundar um convento. Por falta de embarcação - fato frequente na época, foram obrigados a permanecer em Salvador por oito meses. Com dificuldade para encontrar instalações adequadas, tiveram a ideia de fundar na promissora capital da colônia portuguesa o Convento de Santa Teresa.
Para tanto, obtiveram autorização (Carta Régia) em 25 de junho de 1665 e, no mesmo ano, aportaram à Bahia na embarcação de Domingos Quaresma. Os religiosos eram: Frei José do Espírito Santo, prior, e seus conventuais Frei Manoel de Santo Alberto, Frei Jerônimo de Santo Alberto, Frei João das Chagas, e os irmãos leigos Frei Francisco da Trindade e Frei Antônio da Apresentação.

### Convento de Santa Teresa
Pouco se sabe sobre a construção do edifício seiscentista, que foi comparado com o convento dos Remédios de Évora da mesma Ordem. Uma hipótese levantada por Dom Clemente da Silva Nigra - dirigente do Museu no período de sua restauração (1958-1959), foi de que o Frei Macário de São João provavelmente tenha sido o seu construtor - cuja influência se faz presente no arco abatido que suporta o coro da igreja.
Por volta de 1686 as obras do convento foram concluídas com solene ato religioso na nova igreja (ainda inacabada), que contou com a presença de autoridades políticas e eclesiásticas, e do Marquês das Minas, então governador-geral da colônia. Concluída em 1697, foi então inaugurada a igreja de Santa Teresa, ocasião em que a imagem de Nossa Senhora do Monte do Carmo foi para lá transferida. outra imagem doada ao convento, vinda de Lisboa, foi a de Nossa Senhora da Piedade, na gestão do Frei Manuel da Madre de Deus, em 1706.
No período de administração do prior, Frei Diogo de Santo Tomás de Aquino (1737-1739) foram instalados os azulejos que adornam a igreja e construído o lavabo de pedra existente na sacristia.
O final do século XVIII foi marcado por manifestações populares emancipacionistas que influenciaram os rumos da história do Convento de Santa Teresa. Desde a sua ocupação pelos  soldados portugueses do General Madeira, e depois pelos 708 homens do Exército Libertador, quando a "Câmara da Cidade" manifestou sua insatisfação com os "terésios",  até a "Revolução Federalista" de 1833, que pretendeu abolir a "Ordem Regular de Santa Teresa", o que só ocorreu, por força de Lei nº 129, em 2 de junho de 1840.

### Seminário
Com o Convento praticamente desabitado durante anos, e o Seminário Arquiepiscopal com instalações precárias, o presidente da província, Dom Francisco de Sousa Paraíso, e o Arcebispo Dom Romualdo Antônio de Seixas autorizaram a transferência do Seminário para lá. Em 1856, Dom Romualdo passou a administração para os padres lazaristas, que por sua vez a transmitiu aos padres seculares, que ocuparam o Convento por mais de 20 anos, retornando, mais uma vez, a direção do Convento para os lazaristas, em 1888. As administrações dos lazaristas descaracterizaram o monumento com as muitas reformas e ampliações. Em 1953, o Seminário foi transferido para outra área (São Gonçalo) deixando o Convento em péssimo estado de conservação.

### Museu
Foi então que, em 1958, a Universidade Federal da Bahia e a Arquidiocese de Salvador restauraram o convento. O prédio foi restaurado pelo Serviço de Obras da Universidade da Bahia, sob a supervisão do Instituto do Patrimônio Histórico e Artístico Nacional (IPHAN). A restauração das obras artísticas ficou a cargo de uma equipe chefiada pelo Professor João José Rescala. 
Ali foi criado o museu, organizado pelo monge beneditino Clemente Maria da Silva-Nigra a convite do reitor da UFBA Edgard Santos. Silva-Nigra foi o primeiro diretor e permaneceu na posição por por treze anos, sendo responsável pela aquisição do núcleo fundador da coleção, composto por peças de arte colonial brasileira de grande relevância.
O Museu de Arte Sacra da Universidade Federal da Bahia, restaurado, abriu suas portas com uma exposição composta de peças do acervo e de instituições e colecionadores diversos.
O seu conjunto arquitetônico desfruta de privilegiada vista para o mar: a Baía de Todos os Santos, desde a Ilha de Itaparica até à de Maré. O interior do templo, de nave única, é coberto por abóbadas reforçadas com arcos de pedra de cantaria; o coro fica situado sobre abóbadas de arestas e um arco quase plano - típico na arquitetura seiscentista luso-brasileira; os confessionários foram construídos  na própria edificação para permitir que as confissões fossem realizadas sem que os padres saíssem de sua clausura. Além da igreja, sacristia, coro, capela interior, refeitório, sala de capítulo e biblioteca, o conjunto dispõe de 16 salões, 12 salas, 10 celas, longos corredores e galerias e duas escadarias de pedra com painéis de azulejos do século XVII nas paredes. A área total do conjunto é de 5 261 metros quadrados, com cem portas e 146 janelas.
Atualmente é tombado, desde 1938, junto com seu acervo, como Patrimônio Histórico e Artístico Nacional, pelo IPHAN, e em 1985, foi declarado Patrimônio da Humanidade pela UNESCO.

## Acervo

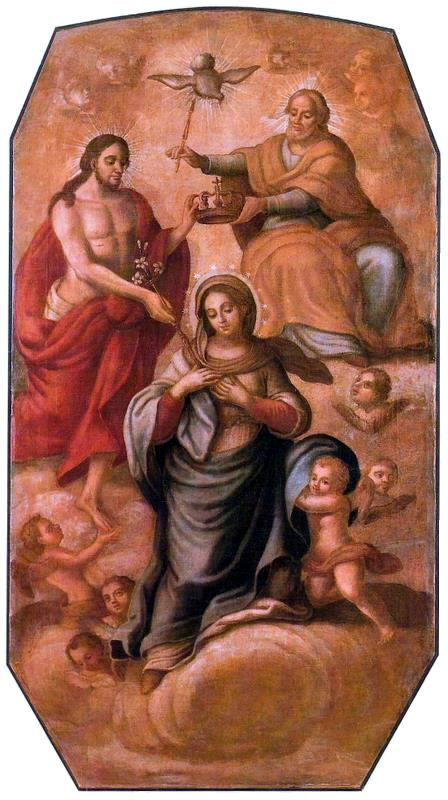
José Joaquim da Rocha, Coroação de Nossa Senhora.

Parte das peças que integram o acervo do Museu de Arte Sacra são de propriedade da Arquidiocese de São Salvador, do Mosteiro de São Bento, da Irmandade do SS. Sacramento do Pilar, do Convento dos Perdões e de diversas igrejas, além da coleção Abelardo Rodrigues.
O Museu mantém exposição permanente do seu acervo, que abrange os séculos XVI, XVII, XVIII e parte do século XIX.
Algumas peças do Museu, transcritas do livro "50 Peças do Museu de Arte Sacra da Bahia", do Professor Valentin Calderón de La Vara, Edição por convênio entre a Universidade Federal da Bahia e a Dow Química S.A, em 1981:

### Esculturas
- Nossa Senhora das Maravilhas
- Nossa Senhora do Montesserrate
- Nossa Senhora da Conceição (Penedo)
- Nossa Senhora de Guadalupe
- Sant'Ana Mestra
- Nossa Senhora da Conceição (marfim)
- Santa Teresa
- O Bom Pastor (marfim)
- Nossa Senhora do Carmo
- Santa Isabel, Rainha da Hungria
- Crucifixo
- Nossa Senhora e São João
- Crucifixo (Cristo de marfim)
- Adoração dos Pastores
- Nossa Senhora da Conceição com a Coroa Real de Dom João IV
- Nossa Senhora da Conceição
- Nossa Senhora com o Menino Jesus
- São Joaquim, Sant' Ana e Nossa Senhora
- São João Batista
- Nossa Senhora do Rosário
- Nossa Senhora do Carmo
- Nossa Senhora da Conceição (marfim)
- Nossa Senhora
- Anjo-Tocheiro
- Senhor da Pedra Fria
- Nosso Senhor da Coluna
- Caminha com Menino Jesus
- Sant' Ana e Nossa Senhora
- Senhor Menino Deus, no Monte
- São Salvador
- São Agostinho

### Prataria
- Cálice-Custódia
- Naveta
- Cruz Processional
- Âmbula
- Banqueta de Altar
- Galheteiro
- Custódia
- Bacia e Gomil
- Tocheiro
- Lampadário
- Altar e Sacrário
- Sacras

### Pinturas
- Nossa Senhora da Assunção
- Nosso Senhor após a Flagelação
- São João de Deus na Glória
- Estão sob guarda do MAS telas de autoria de José Joaquim da Rocha, José Teófilo de Jesus entre outros.

### Mobiliário
- Arcaz de SAcristia
- Altar-Armário
- Cátedra de Aula Magna

### Fúnebre
Na capela do local, estão instaladas lápides funerárias esvaziadas com a inauguração do Museu, em 1959. Porém, após o falecimento de Edgard Santos, em 1962, o mesmo foi enterrado no local. Em sua lápide, feita em mármore, está escrito "Sepultura de Edgard Rêgo Santos, fundador da Universidade Federal da Bahia e deste Museu. Faleceu em 3 de junho de 1962", na base, há uma versão única do brasão da UFBA e o lema da Instituição, Virtute Spiritus. Ao seu lado, está a lápide de sua esposa, Carmem Figueira Santos, com tampo de madeira e, somente, seu nome e anos de nascimento e falecimento. 